# Cardiosace parilella
Cardiosace parilella är en fjärilsart som beskrevs av Embrik Strand 1922. Cardiosace parilella ingår i släktet Cardiosace och familjen nattflyn. Inga underarter finns listade i Catalogue of Life.